# Феномен Уилла Роджерса
Феномен Уилла Роджерса — кажущийся парадокс, заключающийся в том, что перемещение (численного) элемента из одного множества в другое может увеличить среднее значение обоих множеств.
Название основывается на цитате, приписываемой американскому комику Уиллу Роджерсу: «Когда оки покинули Оклахому и переехали в Калифорнию, то повысили средний интеллект обоих штатов».

## Числовые примеры
Рассмотрим два множества, A и B:
A = {1, 2, 3, 4},
B = {5, 6, 7, 8, 9}.
Арифметическое среднее элементов A равно 2,5, элементов B — 7.
Однако, если число 5 переместить из B в A, получив
A = {1, 2, 3, 4, 5},
B = {6, 7, 8, 9},
то среднее значение элементов A повысится до 3, а среднее значение элементов B — до 7,5.
Рассмотрим более очевидный пример:
A = {1, 2},
B = {99, 10 000, 20 000},
со средними значениями 1,5 и 10 033 соответственно. Перемещение числа 99 из B в A поднимет их до 34 и 15 000. 99 на порядки больше 1 и 2 и, соответственно, гораздо меньше 10 000 и 20 000. Поэтому, увеличение средних значений обоих множеств из-за перемещения 99 не должно быть неожиданностью.
Для увеличения средних значений, перемещаемый элемент не обязательно должен быть минимальным во втором множестве (и стать максимальным в первом). Например:
A = {1, 3, 5, 7, 9, 11, 13},
B = {6, 8, 10, 12, 14, 16, 18}.
При перемещении числа 10 из B в A поднимает среднее арифметическое элементов множества A с 7 до 7,375, множества B с 12 до ~12,333. Эффект имеет место, хотя и не столь заметен.
Увеличение происходит при выполнении обоих условий:
1. Перемещаемый элемент меньше среднего значения элементов своего множества. Таким образом, его удаление увеличит это значение.
2. Перемещаемый элемент больше среднего значения множества, в которое его перемещают. Отсюда следует, что его добавление повысит это значение.

В частности, феномен может иметь место только если среднее значение множества, в которое перемещают, меньше чем у того, из которого перемещают, хотя этого и недостаточно.
Парадокс является кажущимся, потому что многие люди удивлены тем, что такое может происходить. Знакомство с этими примерами должно сделать явление очевидным.

## Изменение состояния
Реальный пример феномена Уилла Роджерса заключается в медицинском понятии ««миграции» стадий развития рака». Суть его состоит в том, что улучшение методов диагностики рака приводит к изменению состояния части людей со «здоровый» на «больной» (у людей выявляют опухоли, которые ещё не причиняют им беспокойства).
Удаление их из множества здоровых повышает средний показатель продолжительности жизни этой группы. С другой стороны, эти люди менее больны чем те, кто уже находится в множестве больных раком, так что добавление их в это множество повышает и его среднюю продолжительность жизни.

## В культуре
«Новозеландцы, эмигрирующие в Австралию, повышают IQ обеих стран.» — сэр Роберт Малдун, премьер-министр Новой Зеландии на момент высказывания.